# 元孝友
元 孝友（げん こうゆう、? - 551年）は、東魏の皇族。北魏の太武帝の玄孫にあたる。

## 経歴
臨淮王元昌（元孚の兄）の子として生まれた。兄の臨淮王元彧に男子がなかったので、孝友が臨淮王の位を継いだ。滄州刺史に累進した。孝静帝が高澄と華林で宴会したとき、孝友は酔って無礼の言があったが、孝静帝と高澄はともに笑って孝友を罰しなかった。
孝友は、100家のうち25人が軍に入って、残りは徴発を免れる制度が公平でないとして、古くに置かれた三正の名を改めず、100家を4閭2比とし、12人の成人男子に12匹の絹を納めさせ、15人の成人男子に交代で1兵を出させるよう、孝静帝に上表した。また一夫一妻の風習を改めて、古制のように諸侯や官員に妾をもたせるよう上奏した。また盛大な祭儀や煩瑣な褥礼を廃するよう進言した。天保元年（550年）、北斉が建国されると、臨淮県公に降封され、光禄大夫の位を受けた。天保2年（551年）冬、晋陽宮に入り、元暉業らとともに殺害された。

## 伝記資料
- 『魏書』巻18 列伝第6
- 『北斉書』巻28 列伝第20
- 『北史』巻16 列伝第4